# 1978 na Coreia do Sul
Esta é uma cronologia dos principais fatos ocorridos no ano de 1978 na Coreia do Sul.

## Incumbentes
- Presidente – Park Chung-hee (1962–1979)
- Primeiro-ministro – Choi Kyu-hah (1975–1979)

## Eventos
- 20 de abril – Voo Korean Air Lines 902 é derrubado por jatos interceptadores soviéticos próximo de Murmansk, depois de ter entrado no espaço aéreo soviético e não ter respondido aos interceptadores[1]
- 6 de julho – É realizada a eleição presidencial. Park Chung-hee é reeleito para um quinto mandato[2]
- Outubro – É descoberto o Terceiro Túnel da Agressão, na fronteira com a Coreia do Norte
- 12 de dezembro – É realizada a eleição legislativa[2]

## Nascimentos
- 3 de janeiro – Park Sol-mi, atriz
- 24 de fevereiro – Garie, rapper
- 14 de março – Moon Hee-joon, cantor
- 2 de junho – Yi So-yeon, cientista, primeira pessoa do país a ir para o espaço
- 10 de junho – Han Hee-won, golfista
- 28 de junho – Ha Ji-won, atriz e cantora
- 9 de julho – Linda Park, atriz